# 文字コード表 (Windows)
文字コード表（もじ - ひょう）は、Microsoft Windowsに付属する、文字コード表を表示するソフトウェアの名称である。通常の入力では入力できない文字や、どの文字を入力すればよいかが不明な場合に、一覧から選択して入力するためのツールとして使用される。Windows 3の時代から存在したが、Windows 2000から大きな機能の変更があった。

## 機能
表形式になった文字の一覧と、選択した文字を表示するエリア、エリア上の文字をクリップボードにコピーする機能、表示中のフォントを変更する機能、表示している文字コード
を表示する機能などがある。

## 歴史

### Windows 3.0での文字コード表
8ビットの面までしか表示できないが、0x20〜0xFFの文字が表示できた。

### Windows 95〜Windows 98での文字コード表
Shift_JISにおける16ビットの面まで表示できるようになった、0x20〜0xFFおよび0x8140〜0xFCFFの文字が表示できた。

### Windows NT 4.0での文字コード表
各種の文字コードにおける8ビット、16ビットの面と、Unicodeの16ビットすべての面が表示できる「Unicode文字コード表」が、従来の文字コード表とは別に追加された。

### Windows 2000〜Windows XPでの文字コード表
Windows NT 4.0の「Unicode文字コード表」が「文字コード表」に改名され、従来の文字コード表は廃止された。各種の文字コードにおける8ビット、16ビットの面と、Unicodeの16ビットすべての面が表示できるようになったが、該当するフォントに存在しない文字は詰めて表示されるようになった。また、搭載されたWindows出荷時点のUnicodeで未定義の領域には文字があっても表示されなかった。

### Windows Vista〜Windows 7での文字コード表
Unicodeで未定義の領域にある文字も表示されるようになった。これにより、現時点で未定義でも将来そこに定義された場合や、Unicodeの規格に沿っていないフォントで現時点で未定義の領域に文字が割り当てられている場合にも対応出来るようになった。ただし、基本多言語面以外の領域には未だ対応していない。